# Familia Obertenghilor
Familia Obertenghilor a fost o familie nobilă din Regnum Italicum, ce a descins din contele Obert I de Luni, primul margraf de Genova (al Liguriei răsăritene, marcă denumită inițial marca Obertenga (după numele său) sau marca Januensis (după numele orașului Genova). 
La începutul anului 951, regele Berengar al II-lea de Italia a încheiat reogranizarea structurii feudale a Italiei începută de predecesorul său Ugo de Italia. Berengar a numit trei noi margrafi:
- Aleramo de Montferrat, conte de Vercelli, a devenit margraf al Lugiriei apusene, cuprinzând (Vercelli, Monferrato, Ceva, Acqui Terme, Oneglia, Albenga) (marca Aleramica);
- Arduin Glaber a fost promovat de la rangul de conte la cel de margraf de Torino, incluzând ca posesiuni (Torino, Ivrea, Alpii Maritimi, Nisa, Ventimiglia, Sanremo) (marca Arduinica);
- Oberto I, margraf de Milano și conte de Luni, a obținut nou creata marca Obertenga, incluzând Milano și Liguria răsăriteană. Aceasta din urmă cuprindea la acea vreme ținuturile Genova, Luni, Tortona, Bobbio, Parma și Piacenza, Modena și Reggio Emilia, Ferrara, Ascoli Piceno.

Marca Obertenghilor a fost originea fiefurilor stăpânite de familiile de Este, Pallavicini, Malaspina, Fieschi, Della Torre, Visconti din Gallura, Parodi, Pinelli, Lupi, Massa, Della Berardenga, Cavalcabò, Adalbertina etc.